# نيو برونزويك
مقاطعة نيو برونزويك (بالإنجليزية: New Brunswick، بالفرنسية: le Nouveau-Brunswick)، هي مقاطعة في كندا، عاصمتها فريدريكتون وتحتوي مدينة سانت جون على أكبر تجمع سكاني في المقاطعة، وهي تعتبر المقاطعة الكندية الوحيدة التي لغتها الرسمية مزدوجة دستورياً (الإنكليزية والفرنسية). اكتشفها صمويل دو شامبلان في سنة 1604م، ثم أصبحت مقاطعة بريطانية منذ سنة 1763م، وفُصلت عن نوفا سكوشيا سنة 1784م ، فأصبحت مقاطعة منفصلة ثم انضمت للاتحاد الكندي بعد ذلك، ومساحتها 73,000 كيلومتر مربع، وسكانها حوالي مليون نسمة منهم 58% من أصول بريطانية، 37% من أصول فرنسية، وأهم مدنها سانت جون، ثم مونكتون، ثم العاصمة فريدريكتون.

## الأرض والسكان
هي امتداد لمرتفعات جبال أبالاش في الولايات المتحدة، وتوجد ولاية نيوهامشير شمال شرق الولايات المتحدة، وتطل على المحيط الأطلسي، حيث تظهر كشبه جزيرة في شمالها خليج سانت لورنس. أرضها جبلية في جملتها، تغطيها الجبال والهضاب. والزراعة محدودة، ومناخ الولاية بارد يصل إلى درجة التجمد في الشتاء الطويل، والصيف دافىء قصير، وتغطي الغابات مساحة كبيرة من أرض المقاطعة.
ويتمثل النشاط البري في الزراعة ومساحة الأراضي الزراعية هي 322،538 أكرا، إلى جانب منتجات الغابات. وتحتوي المقاطعة العديد من المعادن منها الرصاص والنحاس والزنك والنيكل والذهب والفضة وغير ذلك من المعادن الفلزية، وبلغت قيمة إنتاج المعادن سنة 1982م حوالي 517 مليون دولار، والإنتاج الصناعي يمثل مكانة هامة في اقتصادها.

## وصلات خارجية
- "صيد الحيوانات البرية والأسماك في نيو برونزويك"
- الموقع الرسمي لسياحة نيو برونزويك